# Arteria collateralis ulnaris superior

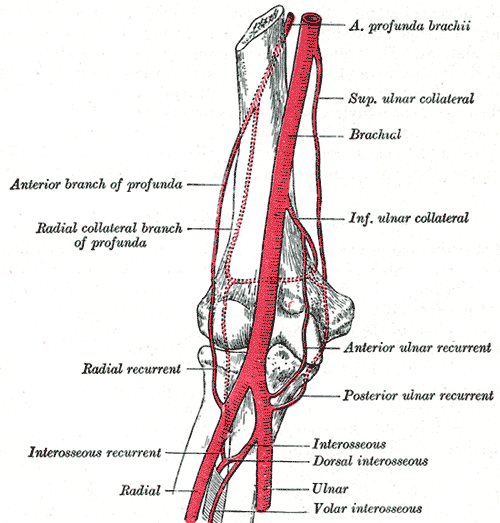
Oberarmarterien des Menschen

Die Arteria collateralis ulnaris superior („obere, die Elle begleitende Schlagader“) ist eine Schlagader des Arms. Sie entspringt etwa in Oberarmmitte aus der Oberarmarterie, gelegentlich auch aus der Arteria profunda brachii. Anschließend verläuft sie am zur Mitte zeigenden (medialen) Kopf des Musculus triceps brachii, zwischen Epicondylus medialis des Oberarmknochens und Olecranon zum Unterarm. Sie wird dabei vom Nervus ulnaris begleitet. Die Arterie endet unter dem Musculus flexor carpi ulnaris im Rete articulare cubiti und anastomosiert mit dem Ramus posterior der Arteria recurrens ulnaris und der Arteria collateralis ulnaris inferior.